# Sektou
Sektou es una película del año 2008.

## Sinopsis
Smain tiene un programa nocturno de radio. Vuelve a casa al amanecer con la idea de meterse en la cama. Pero la cama se encuentra en el tercer piso de una popular calle del centro de Argel. La ciudad se despierta poco a poco. Para Smain, dormir es un sueño, pero despertar es una pesadilla.

## Premios
- Poulain d’Or FESPACO 2009
- Taghit d’Or 2008